# Elektra (álbum)
| Críticas profissionais | Críticas profissionais |
| Avaliações da crítica  | Avaliações da crítica  |
| Fonte                  | Avaliação              |
| ---------------------- | ---------------------- |
| Galeria Musical        | link                   |

 Elektra é o quarto álbum de estúdio da banda de rock brasileira RPM, lançado em 2011. O disco é composto por um CD duplo com 12 canções totalmente inéditas no primeiro, ao passo que o segundo traz sete faixas remixadas pelo disc jockey (DJ) Joe K. Foi indicado ao Grammy Latino de 2012, na categoria "Melhor Álbum de Rock Brasileiro", mas perdeu para o disco Celebração & Sacrifício, de Beto Lee.

## História
Recentemente, após o lançamento da caixa Revolução! RPM 25 Anos, e após o especial Por Toda Minha Vida na Rede Globo, no fim de 2010, Paulo Ricardo postou em seu Twitter que a banda iria se reunir para gravar um novo álbum em 2011. Schiavon na época, disse estar vendo possibilidades para a volta aos palcos, já que sua banda no Domingão do Faustão não continuaria em 2011.
Dias após aos boatos, Schiavon confirma em seu twitter que a banda já está compondo para o novo álbum. O álbum teria 13 faixas. Segundo Paulo Ricardo, a banda faria um som que lembre bandas atuais que misturam rock com música eletrônica como Muse, The Killers, Blur, entre outros. Houve alguns boatos em relação ao produtor Liminha, responsável pela produção de grande parte das bandas da década de 80 e 90, como Titãs, Os Paralamas do Sucesso, Ultraje a Rigor, Ira!, Kid Abelha, Cidade Negra, Chico Science & Nação Zumbi, O Rappa, entre outros. Mas o álbum foi produzido por Paulo e Schiavon. Além disso, os shows teriam a direção de Ulysses Cruz. Nessa época, houve boatos de que a banda se apresentaria na quarta edição do Rock In Rio que aconteceu nos meses de setembro e outubro.
A pré-estreia da Tour 2011, aconteceu no evento de São Paulo "Virada Cultural". Um mês após esta apresentação, foi divulgado o título do álbum, chamado Elektra e foi disponibilizado quatro músicas para download no site oficial da banda.
A estreia da nova turnê foi no dia 20 de maio de 2011, no Credicard Hall, em São Paulo. No entanto, no dia 15 de maio de 2011 a banda se apresentou no programa Domingão do Faustão. Em 24 de novembro de 2011, o RPM lançou o disco 'Elektra' em um restaurante de São Paulo.

## Faixas
| Disco 1 |                          |                                              |         |  |
| N.º     | Título                   | Compositor(es)                               | Duração |  |
| 1.      | "Dois Olhos Verdes"      | Paulo Ricardo/Luiz Schiavon                  | 2:54    |  |
| 2.      | "Problema Seu"           | Paulo Ricardo/Luiz Schiavon                  | 3:31    |  |
| 3.      | "Muito Tudo"             | Paulo Ricardo/Luiz Schiavon/Paulo P.A. Pagni | 3:24    |  |
| 4.      | "Pessoa X"               | Paulo Ricardo/Luiz Schiavon                  | 3:42    |  |
| 5.      | "Deusa das Águas"        | Paulo Ricardo/Luiz Schiavon                  | 3:31    |  |
| 6.      | "Crepúsculo"             | Paulo Ricardo/Luiz Schiavon                  | 3:38    |  |
| 7.      | "Elektra"                | Paulo Ricardo/Luiz Schiavon                  | 3:07    |  |
| 8.      | "Vidro e Cola"           | Paulo Ricardo/Luiz Schiavon                  | 3:45    |  |
| 9.      | "Cassino Royale"         | Paulo Ricardo/Luiz Schiavon                  | 2:53    |  |
| 10.     | "Ela é Demais (Pra Mim)" | Paulo Ricardo/Luiz Schiavon                  | 3:20    |  |
| 11.     | "Ninfa"                  | Paulo Ricardo/Paulo P.A. Pagni               | 2:51    |  |
| 12.     | "Santo Graal"            | Paulo Ricardo/Luiz Schiavon                  | 2:53    |  |

| Disco 2 |                             |                                              |         |  |
| N.º     | Título                      | Compositor(es)                               | Duração |  |
| 1.      | "Dois Olhos Verdes" (Remix) | Paulo Ricardo/Luiz Schiavon                  | 3:22    |  |
| 2.      | "Ninfa" (Remix)             | Paulo Ricardo/Paulo P.A. Pagni               | 2:58    |  |
| 3.      | "Deusa das Águas" (Remix)   | Paulo Ricardo/Luiz Schiavon                  | 3:05    |  |
| 4.      | "Muito Tudo" (Remix)        | Paulo Ricardo/Luiz Schiavon/Paulo P.A. Pagni | 3:12    |  |
| 5.      | "Problema Seu" (Remix)      | Paulo Ricardo/Luiz Schiavon                  | 3:15    |  |
| 6.      | "Ela é Demais" (Remix)      | Paulo Ricardo/Luiz Schiavon                  | 2:59    |  |
| 7.      | "Cassino Royale" (Remix)    | Paulo Ricardo/Luiz Schiavon                  | 3:02    |  |

## Integrantes
- Paulo Ricardo: Voz e baixo
- Fernando Deluqui: Guitarra
- Paulo P.A. Pagni: Bateria
- Luiz Schiavon: Teclados e Programações